# أبو إبراهيم الفارابي
أبو إبراهيم إسحاق بن إبراهيم الفارابي (ولد في أواخر القرن الثالث الهجري أو أوائل القرن الرابع على أكثر تقدير. - 961م). أديب نحوي لغوي أصله من فاراب في  كازاخستان . ارتحل إلى اليمن، وسكن زبيد، وصنف بها عدة كتب أهمها كتابه ديوان الأدب، وقد رجع بعد ذلك إلى وطنه.
الفارابي، أبو إبراهيم ( ؟ - 350هـ، ؟ - 961م).
أبو إبراهيم إسحاق بن إبراهيم الفارابي. أديب نحوي لغوي أصله من فاراب في شرقي تركستان إقليم خراسان. لايعرف مكان مولده ولا تاريخه، لكنه يعتقد أنّه ولد في فاراب، ترامى به الاغتراب إلى أرض اليمن، وسكن زبيد، وصنف بها كتابه ديوان الأدب. وهو خال اللغوي المعجمي الشهير أبي نصر الجوهري صاحب صحاح اللغة، وقد رجع بعد ذلك إلى وطنه.
ألّف عدة كتب أهمها ديوان الأدب، ويذكر ياقوت في معجم الأدباء أنه رأى نسخة من هذا الكتاب بخطّ الجوهري ـ ابن أخت الفارابي ـ كتبها سنة 396 هـ (أي بعد وفاة الفارابي)، وقد ذكر فيها أنه قرأها على أبي إبراهيم بفاراب، ويستدل السيوطي بكلام ياقوت المتضمن سلسلة ممن قرأوا هذا الكتاب على بعض العلماء على بطلان كلام القفطي في أنه لم يرو عن الفارابي.
يعدّ الفارابي اللغوي (تمييزًا له عن أبي نصر الفارابي الفيلسوف) رائدًا في الطريقة التي ألّف بها معجم ديوان الأدب. وهي الطريقة التي أصبحت تعرف بالباب والفصل، وترتب حسبها الكلمات بعد تجريدها من الزوائد بناءً على الحرف الأخير.
وقد قسم الكتاب إلى ستّة أقسام هي: 
1-السالم، 2-المضاعف، 3-المثال، 4-ذوات الثلاثة، 5-ذوات الأربعة، 6-الهمز، وكلّ قسم في بابين: الأسماء والأفعال.
وقد أصبحت هذه الطريقة متّبعة في تأليف المعاجم القديمة من بعده ـ عدا معاجم الغريب والمعرّب ـ خصوصًا أنّ ابن أخته الجوهري (صاحب أهمّ المعاجم العربيّة) قد نسخ ديوان الأدب بنفسه، أو شارك في نسخه، وألّف الصحاح على طريقته.
وممن سار على طريقة الفارابي أيضًا محمود الكاشغري في كتابه ديوان لغة الترك الذي كان قد كتبه للخليفة المقتدي بأمر الله، وكان خادمًا لأهل دار الخلافة التي غلب عليها الترك. كما ألّف الفارابي أيضًا كتاب بيان الإعراب، وله أيضًا: شرح أدب الكاتب.

## روابط خارحية
- كتاب ديوان الأدب للتحميل.

1. ↑  "الفَصلُ السَّابعُ والعِشرونَ: أَبُو إِبْرَاهِيم الفَارَابِي (ت: 350 هـ)". dorar.net. اطلع عليه بتاريخ 2024-02-10.